# Tournoi des Cinq Nations 1961
Navigation
Tournoi 1960 Tournoi 1962
Le Tournoi des Cinq Nations 1961 voit la troisième victoire consécutive de la France. Contrairement à l'année précédente, elle remporte seule la compétition et réalise pour la deuxième fois de suite le Petit Chelem en remportant le Tournoi avec trois victoires, un nul et aucune défaite. Il s'agit du second et dernier Petit Chelem réalisé par les Bleus dans le Tournoi des Cinq Nations.

## Classement
- Légende :
J matches joués, V victoires, N matches nuls, D défaites
PP points marqués, PC points encaissés, Δ différence de points PP-PC
Pts points de classement (victoire 2 points, nul 1 point, défaite rien)
T Tenante du titre 1960.
- La France, victorieuse, réalise les meilleures attaque et différence de points.
- La meilleure défense revient conjointement à la France et au pays de Galles.

| Rang | Nation         | J | V | N | D | PP | PC | Δ   | Pts |
| ---- | -------------- | - | - | - | - | -- | -- | --- | --- |
| 1    | France (T)     | 4 | 3 | 1 | 0 | 39 | 14 | +25 | 7   |
| 2    | Pays de Galles | 4 | 2 | 0 | 2 | 21 | 14 | +7  | 4   |
| 2    | Écosse         | 4 | 2 | 0 | 2 | 19 | 25 | -6  | 4   |
| 4    | Angleterre     | 4 | 1 | 1 | 2 | 22 | 22 | 0   | 3   |
| 5    | Irlande        | 4 | 1 | 0 | 3 | 22 | 48 | -26 | 2   |

## Résultats
Les dix matches se jouent un samedi sur huit dates :
| 7 janvier 1961, Paris      | France         | 11 - 0  | Écosse         |
| 21 janvier 1961, Cardiff   | Pays de Galles | 06 - 3  | Angleterre     |
| 11 février 1961, Dublin    | Irlande        | 11 - 8  | Angleterre     |
| 11 février 1961, Édimbourg | Écosse         | 03 - 0  | Pays de Galles |
| 25 février 1961, Londres   | Angleterre     | 05 - 5  | France         |
| 25 février 1961, Édimbourg | Écosse         | 16 - 8  | Irlande        |
| 11 mars 1961, Cardiff      | Pays de Galles | 09 - 0  | Irlande        |
| 18 mars 1961, Londres      | Angleterre     | 06 - 0  | Écosse         |
| 25 mars 1961, Paris        | France         | 08 - 6  | Pays de Galles |
| 15 avril 1961, Dublin      | Irlande        | 03 - 15 | France         |

## Les matches de la France
Feuilles de match des rencontres de l'équipe de France :

### France - Écosse
Troisième victoire consécutive de la France devant l'Écosse :
| 7 janvier 1961 Beau temps | France                                                                                             | 11 - 0 (0-0) | Écosse | Stade de Colombes Excellent terrain 26 927 spectateurs Arbitre : R Williams |
| 7 janvier 1961 Beau temps | Essai(s) : G Boniface Transformation(s) : Albaladejo Pénalité(s) : Albaladejo Drop(s) : Albaladejo |              |        | Stade de Colombes Excellent terrain 26 927 spectateurs Arbitre : R Williams |
| 7 janvier 1961 Beau temps | |              |        | Stade de Colombes Excellent terrain 26 927 spectateurs Arbitre : R Williams |

### Angleterre - France
Exceptionnel troisième match nul de suite entre les deux nations :
| 25 février 1961 Très forte averse puis beau temps. | Angleterre                                         | 5 - 5 (0-0) | France                                         | Twickenham, Londres Terrain détrempé et glissant. 70 000 spectateurs Arbitre : G Walters |
| 25 février 1961 Très forte averse puis beau temps. | Essai(s) : V Harding Transformation(s) : J Willcox |             | Essai(s) : Crauste Transformation(s) : Vannier | Twickenham, Londres Terrain détrempé et glissant. 70 000 spectateurs Arbitre : G Walters |
| 25 février 1961 Très forte averse puis beau temps. |                                                    |             |                                                | Twickenham, Londres Terrain détrempé et glissant. 70 000 spectateurs Arbitre : G Walters |

### France - pays de Galles
Quatrième victoire consécutive face au pays de Galles :
| 25 mars 1961 Beau temps | France                                                        | 8 - 6 (3-3) | Pays de Galles                 | Stade de Colombes Terrain parfait 34 333 spectateurs Arbitre : N Parkes |
| 25 mars 1961 Beau temps | Essai(s) : 2 Saux, G Boniface Transformation(s) : 1/2 Vannier |             | Essai(s) : 2 A Pask, H Roberts | Stade de Colombes Terrain parfait 34 333 spectateurs Arbitre : N Parkes |
| 25 mars 1961 Beau temps |                                                               |             |                                | Stade de Colombes Terrain parfait 34 333 spectateurs Arbitre : N Parkes |

### France - Irlande
Seconde victoire de suite des Bleus :
| 15 avril 1961 Beau temps ensoleillé. | Irlande               | 3 - 15 (3-3) | France                                                                                   | Lansdowne Road, Dublin Bon terrain 50 000 spectateurs Arbitre : G Treharne |
| 15 avril 1961 Beau temps ensoleillé. | Pénalité(s) : Kiernan |              | Essai(s) : Gachassin Pénalité(s) : 2 Vannier, Albaladejo Drop(s) : 2 Bouquet, Albaladejo | Lansdowne Road, Dublin Bon terrain 50 000 spectateurs Arbitre : G Treharne |
| 15 avril 1961 Beau temps ensoleillé. |                       |              |                                                                                          | Lansdowne Road, Dublin Bon terrain 50 000 spectateurs Arbitre : G Treharne |

## Composition de l'équipe victorieuse
- voir article : Équipe de France de rugby à XV au Tournoi des Cinq Nations 1961